# 파리 하수구 박물관

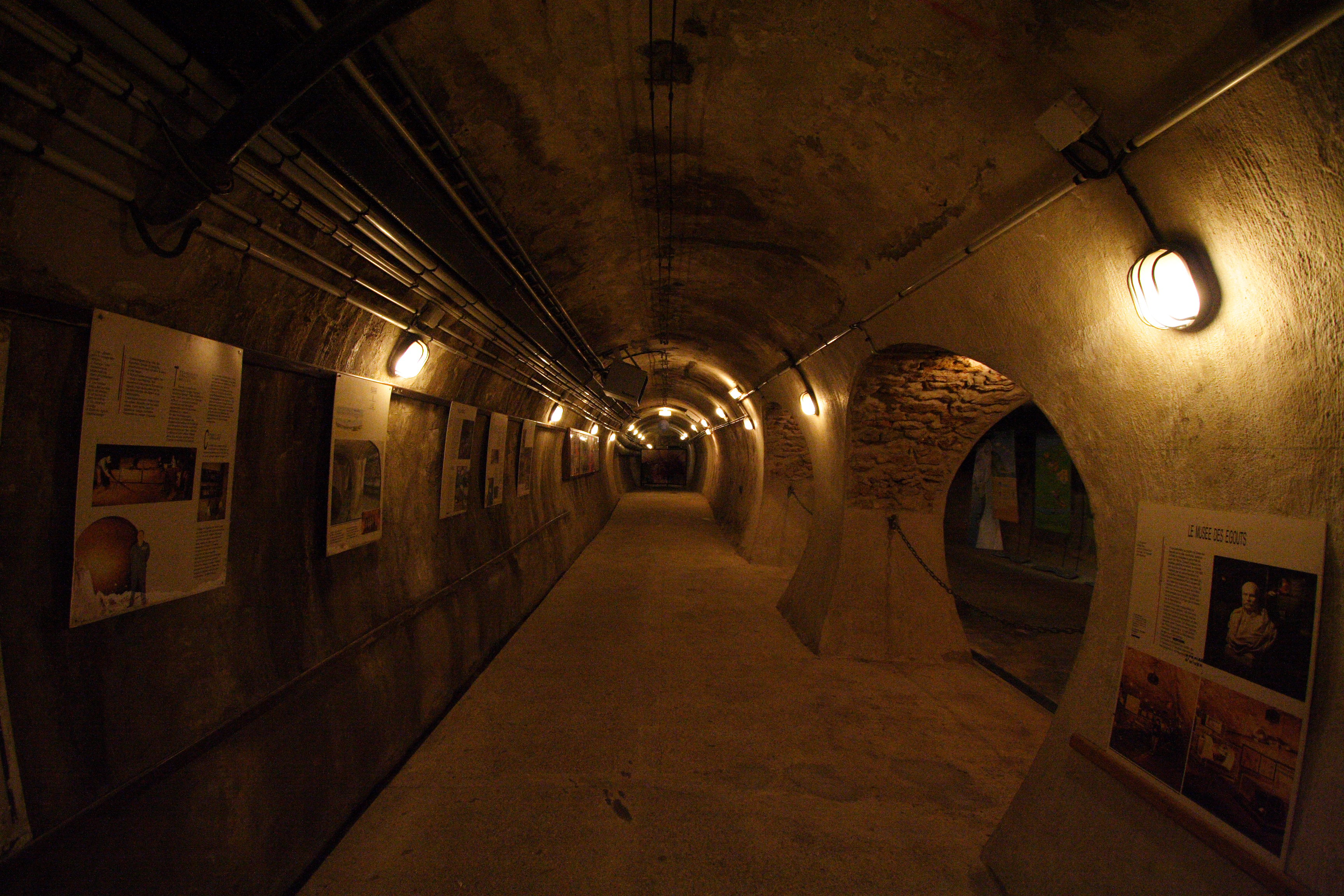
파리 하수구 박물관

파리 하수구 박물관(프랑스어: Musée des Egouts de Paris)은 프랑스 파리 7구에 위치한 파리 하수구 박물관이다. 2021년 10월부터 월요일을 제외하고 매일 박물관을 이용할 수 있다.